# Izer Aliu (Fussballspieler)
Izer Aliu (* 15. November 1999 in Adliswil) ist ein schweizerisch-nordmazedonischer Fussballspieler. Der zentrale Mittelfeldspieler steht seit 2024 beim FC Aarau in der Challenge League unter Vertrag und ist ehemaliger Juniorennationalspieler.

## Karriere

### Vereine
Aliu begann in seiner Kindheit mit dem Fussballspielen in seiner Heimatstadt beim FC Adliswil, ehe er 2008 in die Jugend des FC Red Star Zürich wechselte. 2009 wurde er in den Nachwuchs des FC Zürich aufgenommen und durchlief dort die übrigen Jugendmannschaften. Noch als 15- bis 16-Jähriger war er in der Saison 2015/16 Stammspieler in der U18-Mannschaft des Vereins und wurde mit ihr am Saisonende Schweizer U18-Meister. Ab der folgenden Spielzeit 2016/17 kam er vorrangig in der U21 des Vereins zum Einsatz, die in der drittklassigen Promotion League antrat, und konnte sich dort als Stammspieler durchsetzen. Darüber hinaus nahm er mit der U19-Mannschaft an der UEFA Youth League 2016/17 teil und bestritt dort bis zum vorzeitigen Ausscheiden nach der 2. Runde alle vier Spiele von Beginn an.
Im August 2016 bestritt Aliu im Alter von 16 Jahren zudem mit jeweils einem Spiel im Cup sowie in der Challenge League seine ersten beiden Pflichtspiele mit der Profimannschaft des Vereins, die jedoch im weiteren Verlauf der Saison zunächst die einzigen blieben. Nach dem Aufstieg der Profimannschaft in die Super League kam er in der anschliessenden Spielzeit 2017/18 dort zu zwölf Ligaeinsätzen und gewann mit dem Team am Saisonende den Schweizer Cup. Im Sommer 2018 erhielt er seinen ersten Profivertrag. Nach zwei weiteren Einsätzen in der darauffolgenden Saison 2018/19 verpasste er verletzungsbedingt jedoch den Rest der Spielzeit und spielte nach seinem Comeback in der Hinrunde 2018/19 nur noch in der zweiten Mannschaft in der Promotion League. Im Januar 2020 wurde Aliu daraufhin für rund ein halbes Jahr an den FC Chiasso in die Challenge League ausgeliehen, für den er bis zum Saisonende zehn Spiele bestritt. Der Verein beendete die Saison auf dem letzten Tabellenplatz. Ab September 2020 schloss sich eine knapp zweijährige Leihe an den Zweitligisten SC Kriens an. Dort wurde er Stammspieler, kam aber verletzungsbedingt bis Leihende nur auf insgesamt 48 Ligaspiele mit der Mannschaft. Nachdem die Mannschaft in seiner ersten Spielzeit noch den Klassenerhalt hatte erreichen können, stieg sie am Ende seiner zweiten Saison 2022 als abgeschlagener Tabellenletzter ab.
Nach Ablauf der Leihe verliess Aliu Zürich im Sommer 2022 und schloss sich dem Zweitligisten Neuchâtel Xamax an. Dort pendelte der Mittelfeldspieler zwischen Startelf und Ersatzbank. Die Saison 2022/23 beendete das Team als Tabellenletzter, konnte aber in der Barrage den Klassenerhalt sichern. Die anschliessende Spielzeit 2023/24 verlief besser und konnte auf dem vierten Tabellenplatz abgeschlossen werden. Nach insgesamt 55 Ligaeinsätzen für den Verein wurde sein auslaufender Vertrag im Sommer 2024 nicht verlängert. Aliu wechselte daraufhin zum Ligakonkurrenten FC Aarau, bei dem er einen Zweijahresvertrag bis 2026 unterzeichnete.

### Nationalmannschaften
Zwischen 2015 und 2019 durchlief Aliu verschiedene Schweizer Nachwuchsnationalmannschaften von der U17- bis zur U20-Auswahl und bestritt dabei insgesamt 25 Junioren-Länderspiele.

### Erfolge
- Schweizer Cupsieger: 2018 (mit dem FC Zürich)
- Schweizer U18-Meister: 2015/16 (mit dem FC Zürich)